# Fredericksburg
Fredericksburg er en by i Virginia. Den ligger 80 km syd for Washington, D.C. og 93 km nord for Richmond. Byen har 27.982(2020) indbyggere. I statistisk sammenhæng kædes Fredericksburg ofte sammen med Spotsylvania County. Byen er en del af Washington området.
Mange indbyggere i Fredericksburgområder pendler med bil, bus eller tog til Richmond, Fairfax, Prince William County og Arlington foruden Washington, D.C. Det har ført til en længerevarende debat om hvorvidt Fredericksburg kulturelt er blevet en del af det nordlige Virginia.

## Historie
Byen ligger ved Rappahannockfloden på den del af floden, som kan besejles. Den blev grundlagt da grænsen for kolonien Virginia rykkede vestpå fra kystsletten. Området hvor byen blev placeret var en del af et område, som blev koloniseret i 1671. Stænderforsamlingen i Virginia byggede et fort ved Rappahannock i 1676 lige nedenfor hvor byen ligger i dag. I 1714 støttede viceguvernør Alexander Spotswood etableringen af en tysk bosættelse ved navn Germanna ved Rapidanfloden, en biflod til Rappahannock, som har udmunding ovenfor byen, og derudover ledede han en ekspedition vestpå over Blue Ridge Mountains i 1716.
Da interessen for grænseområderne voksede, reagerede stænderforsamlingen ved at grundlægge et nyt county ved navn Spotsylvania (opkaldt efter guvernøren) i 1720 og grundlagde Fredericksburg i 1728 som havneby for countyet, som den dengang var en del af. Byen blev opkaldt efter Frederik Ludvig af Wales, søn af kong Georg 2. af Storbritannien og byens gader blev opkaldt efter medlemmer af den kongelige familie. Den lokale domstol blev flyttet til Fredericksburg i 1732 og byen fungerede som sæde for countyet indtil 1780 hvor retsbygningen blev flyttet tættere på centrum af countyet. Fredericksburg fik rettigheder som selvstændig by med egen retsbygning, byråd og borgmester i 1781.
Den fik rettigheder som selvstændig by i 1879. Byens styreform stammer fra 1911.
Byen har tætte forbindelser med George Washington, hvis familie flyttede til Ferry Farm i Stafford County lige ved Rappahannock River overfor Fredericksburg i 1738. Washingtons mor Mary flyttede senere til byen og hans søster Betty boede på Kenmore, en plantage som dengang lå udenfor byen. Andre betydningsfulde tidlige indbyggere var Hugh Mercer og George Weedon, som var generaler under uafhængighedskrigen foruden flådehelten John Paul Jones og den senere amerikanske præsident James Monroe.
Byens udvikling og succes skyldtes andre betydningsfulde borgere og afrikanske slaver med forskellige færdigheder som havde en kritisk rolle idet de arbejdede på plantagerne, på havnen, i jernindustrien, i miner og stembrud, i forretninger, byggeriet, husgerning og andre var udlærte smede, bødkere, skomagere og kuske.
I løbet af den 19. århundrede forsøgte Fredericksburg at fastholde sit kommercielle opland, men med begrænset succes. Byen støttede bygningen af en kanal ved Rappahannock og en landevej og en plankevej, som skulle forbinde det indre af countyet med markedsbyen. I 1837 fik byen jernbaneforbindelse til Richmond ad den nord-sydgående jernbane som kom til at forbinde Richmond og Washington. En meget efterspurgt jernbane, som forbandt byen med landbrugsområderne mod vest, blev først færdiggjort efter den amerikanske borgerkrig.
Under borgerkrigen fik Fredericksburg strategisk betydning som følge af dens placering midtvejs mellem Washington og Richmond, som var hovedstæderne i henholdsvis Unionen og Konføderationen. Under Slaget ved Fredericksburg (11- 15. december 1862), blev byen alvorligt beskadiget ved bombardement og efterfølgende plyndring af unionstropper. Et andet slag ved Fredericksburg blev udkæmpet i og omkring byen den 3. maj 1863, i forbindelse med slaget ved Chancellorsville (27. april 1863 – 6. maj 1863). Slagene ved the Wilderness og Spotsylvania Court House blev udkæmpet i nærheden i maj 1864.
Efter krigen genvandt Fredericksburg sin tidligere position som centrum for den lokale handel og voksede langsomt ud over sine grænser fra før krigen. University of Mary Washington blev grundlagt her i 1908 som State Normal and Industrial School for Women. Skolen fik navnet Mary Washington College i 1938 og var i mange år tilknyttet University of Virginia som et humanistisk fakultet for kvinder. Colleget blev uafhængigt af UVA og begyndte at optage mænd i 1970. Skolen har for nylig skiftet navn fra Mary Washington College til The University of Mary Washington. Et særskilt campus for videregående studier er placeret i forstaden Stafford County.
I dag er Fredericksburg handelscentrum for en hurtigt voksende region i den nordlige del af det centrale Virginia. Trods det at forstæderne er vokset i de senere årtier, er der mange minder om områdets fortid. Et 40 blokke stort national historic district omfatter byens centrum og rummer over 350 bygninger fra det 17. og 18. århundrede. Blandt andet kan nvænes Kenmore, hjem for Washingtons søster Betty og Mary Washington House, hvor hans mor tilbragte sine sidste år. Turister flokkes i det historiske centrum af Fredericksburg om sommeren.
Af andre historiske bygninger og museer kan nævnes Rising Sun Tavern fra slutningen af 18. århundrede, Hugh Mercer apotek og museet i James Monroes advokatkontor. Af væsentlige offentlige bygninger kan nævnes retsbygningen fra 1852, som blev tegnet af James Renwick,
der også tegnede Smithsonian Institutions slotsbygning i Washington og St. Patrick’s Cathedral i New York, samt rådhuset fra 1816 og markedsbygningen, der i dag rummer et lokalhistorisk museum og kulturcenter.
Af seværdigheder i nærheden kan nævnes monumentet for George Washingtons fødested, 60 km østpå i Westmoreland County og Ferry Farm i Stafford County hvor Washington tilbragte sin barndom på den anden side floden i forhold til Fredericksburg. Den historiske by Falmouth ligger på den anden side af Rappahannock mod nord og omfatter det historiske hus Belmont, som var hjem for den amerikanske kunstner Gari Melchers.
Områdets slag i borgerkrigen erindres der om i Fredericksburg and Spotsylvania National Military Park. Denne park blev etableret af Kongressen i 1927 og rummer dele af slagmarkerne fra slaget ved Fredericksburg, slaget ved Chancellorsville, slaget i the Wilderness og slaget ved Spotsylvania Court House. Fredericksburg National Cemetery, som også indgår i parken, ligger på Marye’s Heights på slagmarken ved Fredericksburg og her ligger over 15.000 Unionssoldater begravet.
Den moderne guitars Powerakkord blev udviklet af Link Wray i Fredericksburg i 1958 under hans første improvisation af instrumentalstykket "Rumble", en single som blev udgivet af Wray & His Ray Men. Den lokale musikscene rummer mange forskellige genrer.
Thomas Jefferson skrev Virginia Statute for Religious Freedom i Fredericksburg.

## Geografi
Ifølge det amerikanske kontor for folketællinger har byen et samlet areal på 27,2 km². Byen udgør en del af grænsen mellem Piedmont of Tidewater regionerne, hvilket indebærer at kystsletten går over i grundfjeld, hvilket tydeligt kan ses på Rappahannockfloden. Hovedvejene US-1, US-17 og Interstate 95 passerer alle gennem byen.
Mod nord og øst ligger byen ud mod Rappahannockfloden. På den anden side floden ligger Stafford County. Mod syd og vest grænser byen op til Spotsylvania County.

### Klima
Fredericksburg har fugtigt subtropisk klima med fire årstider, med lidt kølige vintre og varme fugtige somre.

## Demografi
Ved folketællingen i 2000 var der 19.279 indbyggere fordelt på 8.102 husholdninger og 3.925 familier i byen. Befolkningstætheden var på 707,6/km². Der var 8.888 huse med et gennemsnitligt tæthed på 326,2/km². Den racemæssige sammensætning var 73,18% hvide, 20,41% afroamerikanere, 0,34% indianere, 1,51% asiater, 0,06% fra Stillehavsøerne, 2,56% af andre racer samt 1,95% af to eller flere racer. 4,90% af befolkningen af spansk eller latinsk afstamning.
Der var 8.102 husholdninger hvor af 21,6% havde børn under 18 boende, 31,8% var gifte samboende par, 13,1% havde en kvindelig forsørger og 51,6% var ikke familier. 39,2% af alle husholdninger var enlige og 12,8% bestod af enlige som var over 65 år. Den gennemsnitlige størrelse husholdning var 2,09 og den gennemsnitlige familiestørrelse var 2,81.
I byen var 17,8% under 18 år, 23,8% mellem 18-24, 27,2% mellem 25 og 44, 18,4% mellem 45 og 64 og 12,8% var over 65. Medianalderen var 30 år. For hver 100 kvinder var der 81,8 mænd. For hver 100 kvinder over 18 var der 78,4 mænd.
Medianindkomsten for en husholdning i byen var $34.585, og medianindkomsten for en familie var $47.148. Mænd havde en medianindkomst på $33.641 mod $25.037 for kvinder. Den gennemsnitlige indkomst i byen var $21.527. 15,5% af befolkningen og 10,4% af familierne havde en indkomst under fattigdomsgrænsen. Ud af den samlede befolkning var 19,9% af dem under 18 år og 8,8% af dem over 65 under fattigdomsgrænsen.

## Seværdigheder
- Carl's Ice Cream
- Central Park indkøbscenter
- Fredericksburg Area Museum and Cultural Center Arkiveret 9. maj 2008 hos  Wayback Machine
- Ferry Farm
- Fredericksburg (Amtrak station)
- Fredericksburg and Spotsylvania National Military Park
- Rising Sun Tavern Arkiveret 22. april 2006 hos  Wayback Machine
- Kenmore Plantation
- Mary Washington House
- James Monroe Museum and Memorial Library Arkiveret 14. maj 2009 hos  Wayback Machine
- Old Mill Park
- Hugh Mercer Apothecary Arkiveret 6. marts 2008 hos  Wayback Machine
- St. George's Church
- Alum Spring Park Arkiveret 13. november 2004 hos  Wayback Machine
- Spotsylvania Towne Centre
- University of Mary Washington
- United States National Slavery Museum (åbner snart)

## Transport
Fredericksburg gennemskæres af en række firesporede hovedveje og et stort antal små tosporede veje. Blandt de store veje er U.S. Route 1 som forløber i nord-sydgående retning og forbinder området med Stafford og Washington D.C. Route 3 Plank Road er en øst-vestgående hovedvej som forbinder centrum i Fredericksburg med det sydlige Stafford og King George County, samt U.S. Route 301 til de store indkøbscentre Spotsylvania Town Center og Central Park. Mod vest når Route 3 Culpeper, hvor den møder Route 29 og U.S. Route 15.
Hovedparten af trafikken i Fredericksburg går til eller fra Washington D.C. området. I myldretiden fortrinsvis ad Interstate 95 og US-1. US-1 broen over Rappahannockfloden bliver ofte til en trafikal flaskehals og Route 3 er blevet stadig mere trafikeret i takt med at der er bygget nye kvarterer mod vest.
Som alternativ til I-95 bruger pendlere også Virginia Railway Express jernbanen til Washington. Der er fornylig etableret busforbindelser i Fredericksburg, som dækker de fleste boligområder, indkøbscentre, to jernbanestationer og centrum af Fredericksburg.

## Turisme
Fredericksburg besøges hvert år af ca. 1,5 mio. inkl. besøgende til slagmarkerne, besøgscentret i byens centrum, arrangementer, museer og historiske steder.

## Kendte bysbørn
- George Washington, leder af den amerikanske hær under den amerikanske uafhængighedskrig og USA's 1. præsident.
- John Paul Jones
- Hugh Mercer

## Venskabsbyer
- Fréjus, Frankrig
- Princes Town, Ghana

## Eksterne kilder
- Wikimedia Commons har flere filer relateret til Fredericksburg
- Official web site of the city of Fredericksburg, Virginia Arkiveret 3. december 2010 hos  Wayback Machine
- Fredericksburg Masonic Lodge – George Washington's Mother Lodge Arkiveret 11. november 2020 hos  Wayback Machine
- U.S. National Slavery Museum opens 2007/08 Arkiveret 4. august 2006 hos  Wayback Machine
- Local history resources from the Central Rappahannock Regional Library web site Arkiveret 28. juni 2009 hos  Wayback Machine
- Fredericksburg.com, the website of the Free Lance-Star newspaper Arkiveret 27. november 2010 hos  Wayback Machine
- George Washington's Fredericksburg Foundation (administering Kenmore and Ferry Farm) Arkiveret 6. december 2010 hos  Wayback Machine
- Fredericksburg and Spotsylvania National Military Park Arkiveret 17. oktober 2010 hos  Wayback Machine
- Belmont, the Gari Melchers Estate and Memorial Gallery Arkiveret 4. december 2004 hos  Wayback Machine